# Савська бановина
Са́вська банови́на (сербохорв. Savska banovina, Савска бановина) — провінція Королівства Югославія в період з 1929 по 1939 рік.

## Географія
Савська бановина розташовувалася в західній частині королівства, на території сучасної Хорватії (Центральна Хорватія і Славонія). На півночі бановина межувала з Дравською бановиною, на сході — з Дунайською бановиною та з Угорщиною, на заході — з Італією на південному заході — з Приморською бановиною, на півдні й південному сході — з Врбаською бановиною і Дринською бановиною.
Бановина дістала свою назву від річки Сави. Її адміністративним центром вважалося місто Загреб.

## Історія
Савську бановину було утворено в 1929 р. внаслідок реорганізації югославської держави з Королівства сербів, хорватів і словенців в Королівство Югославія за короля Александра І.
У 1939 р. Савську і Приморську бановини разом з невеличкими частинами сусідніх югославських бановин було об'єднано в бановину Хорватія.
У 1941 р. під час Другої світової війни більша частина Савської бановини ввійшла до складу Незалежної держави Хорватія за винятком невеликих районів, які окупували фашистська Італія і Угорське королівство.
Після війни край увійшов у СФРЮ у складі Соціалістичної Республіки Хорватії.

## Бани
- Йосип Силович (1929–1931)
- Іво Перович (1931–1934)
- Марко Костренчич (1935–1936)[1]
- Віктор Ружич (1936–1938)